# Оборона Владимира
Оборо́на Влади́мира — облога і взяття столиці Великого князівства Владимирського монгольськими військами під керівництвом хана Батия і воєначальника Субедея 3—7 лютого 1238 року. Епізод західного (кипчацького) походу монголів (1236–1242) і монгольської навали на Русь (1237–1240), зокрема монгольського походу на Великі Рязанське і Владимирське князівства (1237–1238).

## Передісторія
В 1235 році на курултаї в Монголії було ухвалено рішення почати похід на захід. Взимку 1237 року Батий зруйнував Рязань і розорив Велике князівство Рязанське. Великий князь владимирський, Юрій Всеволодович «послав сина свого Всеволода зі всіми людьми» на допомогу рязанським князям, але військо зазнало поразки у битві під Коломною. Юрій Всеволодович призначив новий збір військ на річці Сіть. Монголи вторгнулись у Велике князівство Владимирське, 20 січня здобули Москву і 3 лютого 1238 року з'явилися біля мурів Владимира.

## Здобуття Владимира
Знищивши Москву і спустошивши її околиці, Батий повів військо на Владимир-Залеський. Яким саме шляхом йшли монголо-татарські тумени, невідомо. В. В. Каргалов писав, що найймовірнішим був рух кригою Клязьми. 4 лютого 1238 армія монголів підійшла до Владимира. Місто мало потужні укріплення — вали і мури «Нового міста», мури «Мономахового міста» і мури дитинця. За декілька днів до цього Юрій Всеволодович з невеликою дружиною вирушив на річку Сіть збирати війська для нової битви, очікуючи полки своїх братів Ярослава (ряд істориків вважає, що на Сіті Юрій чекав новгородське військо) і Святослава. У Володимирі залишилися сім'я Юрія: дружина і сини Всеволод і Мстислав, а також частина дружини на чолі з воєводою Петром Ослядюковичем. Підійшовши до міста, монголо-татарське військо показало князям і городянам на мурах полоненого при розгромі Москви Володимира Юрійовича і зажадали добровільної здачі міста. Почувши відмову, вони вбили Владимира і почали готуватися до облоги.
У той же день частина монгольського війська рушила до Суздаля й здобула місто штурмом. Населення було частково вбито, а частково захоплено в полон, навколишні поселення і монастирі спалені. 6 лютого монгольський загін повернувся в табір до Владимира. До цього часу місто було обнесено тином, навпроти стін були розміщені каменомети, і монголи пішли на штурм. Їм вдалося зруйнувати стіни в кількох місцях, але в цей день штурм було відбито. 7 лютого атака відновилася, захисники міста не змогли утримати пробиті раніше проломи в стінах, монголи увірвалися в «Нове місто» і підпалили його. Багато мешканців загинули у вогні. Частині вдалося сховатися за стінами «Мономахового міста», але втриматися там захисники не змогли та відступили в дитинець — останній оплот оборони Владимира. Тоді син Юрія, Всеволод, з частиною дружини вийшов з міста. За повідомленнями руського літописця, він сподівався на помилування Батиєм, але був убитий. Середній син Юрія, Мстислав, як і його брати, також загинув поза містом, але за невідомих обставин, можливо під час вилазки. Після вбивства Всеволода монголи здобули дитинець, а соборну церкву, в якій сховалися великокняжа родина, бояри та звичайні мешканці, спалили разом з людьми. Владимир був останнім північним руським містом, що облягали об'єднані сили Батия.

## Руйнування Великого Владимирського князівства
Після захоплення Владимира монгольські загони розсипалися в різних напрямках по Владимирському князівству. У лютому 1238 року були розорені ще 14 владимирських міст, серед яких найзавзятіший опір монголам чинили Переяславль-Залеський і Твер.
4 березня 1238 року військо на чолі з Бурундаєм раптовим нападом завдало вирішальної поразки у битві над Сіттю зібраному Юрієм Всеволодовичем війську, коли основні сили монголів під проводом Субедея облягали Твер і Торжок.